# Kloster Sulz
Kloster Sulz ist ein Gemeindeteil des Marktes Dombühl im Landkreis Ansbach (Mittelfranken, Bayern). Die Gemarkung Kloster Sulz hat eine Fläche von 8,362 km². Sie ist in 652 Flurstücke aufgeteilt, die eine durchschnittliche Fläche von 12.824,86 m² haben. In ihr liegen neben dem namensgebenden Ort die Gemeindeteile Baimhofen, Binsenweiler, Bortenberg und Ziegelhaus.

## Geographie
Das Pfarrdorf liegt an der Sulzach. Im Nordwesten befindet sich der Klosterberg, der eine Erhebung der Sulzachrandhöhen ist, die Teil der Frankenhöhe sind. Die Kreisstraße AN 4 führt nach Dombühl zur Kreisstraße AN 35 (2 km südwestlich) bzw. nach Brunst (2,5 km nordöstlich). Gemeindeverbindungsstraßen führen über die Ziegelhütte nach Ziegelhaus (1,3 km nordwestlich), nach Binsenweiler (3 km südlich) und nach Bortenberg (1,4 km südlich).

## Geschichte
Das Prämonstratenserinnenkloster Kloster Sulz wurde um 1200 wahrscheinlich durch die Herren von Wahrberg gegründet und nach dem Fluss Sulz(ach) benannt. Erst später ist das Dorf entstanden. Kloster Sulz lag teils im Fraischbezirk des ansbachischen Oberamtes Feuchtwangen, teils des ebenfalls ansbachischen Oberamtes Colmberg. Mit der Einführung der Reformation im Fürstentum Ansbach wurde die Säkularisation des Klosters beschlossen. 1539 wurde zur Verwaltung des umfangreichen klösterlichen Besitzstandes das ansbachische Klosterverwalteramt Sulz geschaffen.
Im Jahre 1732 bestand der Ort aus 13 Anwesen. Außerdem gab es 1 Kirche, 1 Amtshaus, 1 Pfarrhaus, 1 Schulmeisterwohnung, Stallungen, Getreidekästen und andere Gebäude des ehemaligen Klosters, Ringmauer mit 3 Toren, 1 Wildmeisterhaus, 1 Hirtenhaus. Grundherren waren das Stadtvogteiamt Leutershausen (1 Wirtschaft, 2 Bäckereien, 1 Schmiede, 1 Ziegelhütte, 7 Gütlein, außerdem das Wildmeister- und Hirtenhaus) und das Klosterverwalteramt Sulz (1 Hof und alle übrigen kommunalen und kirchlichen Gebäude). Von 1797 bis 1808 unterstand der Ort dem Justiz- und Kammeramt Feuchtwangen.
Von 1765 bis 1773 wurde beim Ort Steinkohle gefördert.
Im Jahre 1806 kam Kloster Sulz an das Königreich Bayern. Mit dem Gemeindeedikt (frühes 19. Jahrhundert) wurde Kloster Sulz dem Steuerdistrikt Dombühl zugeordnet. Wenig später entstand die Ruralgemeinde Sulz mit den Orten Baimhofen, Binsenweiler, Bortenberg und Ziegelhaus. Sie war in Verwaltung und Gerichtsbarkeit dem Landgericht Feuchtwangen und in der Finanzverwaltung dem Rentamt Feuchtwangen zugeordnet. Ab 1858 gehörte Kloster Sulz zum Landgericht Schillingsfürst und zum Rentamt Rothenburg ob der Tauber (1919 in Finanzamt Rothenburg ob der Tauber umbenannt). Ab 1862 übernahm das neu gebildete  Bezirksamt Rothenburg ob der Tauber die Verwaltung (1939 in Landkreis Rothenburg ob der Tauber umbenannt). In der Gerichtsbarkeit blieb das Landgericht Schillingsfürst zuständig (1879 in Amtsgericht Schillingsfürst umbenannt), von 1928 bis 1973 war es das Amtsgericht Rothenburg ob der Tauber. Im Jahre 1952 wurde der Name der Gemeinde amtlich von „Sulz“ in „Kloster Sulz“ geändert. Die Gemeinde hatte 1964 eine Gebietsfläche von 5,800 km². Im Zuge der Gebietsreform in Bayern wurde Kloster Sulz am 1. April 1971 nach Dombühl eingemeindet.

### Baudenkmäler
In Kloster Sulz gibt es fünf Baudenkmäler:
- Bergstraße 17: zweigeschossiges Wohnhaus, Krüppelwalmdach, teilweise verputzte Fachwerkteile, 18. Jahrhundert
- Hauptstraße 10: Pfarrhaus, zweigeschossiger, massiver Walmdachbau, frühes 19. Jahrhundert
- Klosterweg 2: ehemalige Klostermühle, eingeschossiger Satteldachbau, verputzter Fachwerkgiebel, um 1556, Umbauten im 19. Jahrhundert; massives Walmdachnebengebäude, 18. Jahrhundert
- Klosterweg 5 und 7: ehemalige Klostergebäude, zweigeschossiger Baukörper mit verputztem Fachwerkobergeschoss, 14. Jahrhundert, später verändert
- Klosterweg 9: evang.-luth. Pfarrkirche St. Maria, ehemalige Prämonstratenserinnenstiftskirche, einschiffiges Langhaus mit Polygonchor, Anfang 14. Jahrhundert, Veränderung im 16. Jahrhundert; mit Ausstattung
- Friedhof, ummauerte Anlage, 19. Jahrhundert; Steinkreuz mit unterlebensgroßem Kruzifix, 1892; Grabsteine

### Einwohnerentwicklung
Gemeinde Kloster Sulz
| Jahr      | 1818  | 1840   | 1852   | 1855   | 1861   | 1867   | 1871   | 1875   | 1880   | 1885   | 1890   | 1895   | 1900   | 1905   | 1910   | 1919   | 1925   | 1933   | 1939   | 1946   | 1950   | 1952   | 1961   | 1970   |
| Einwohner | 352   | 372    | 385    | 385    | 368    | 381    | 370    | 413    | 395    | 392    | 407    | 382    | 386    | 396    | 401    | 376    | 374    | 349    | 358    | 522    | 514    | 460    | 380    | 361    |
| Häuser    | 58    | 66     |        |        |        |        | 72     |        |        | 72     | 73     |        | 74     |        |        |        | 71     |        |        |        | 72     |        | 79     |        |
| Quelle    | [ 9 ] | [ 17 ] | [ 18 ] | [ 18 ] | [ 19 ] | [ 20 ] | [ 21 ] | [ 22 ] | [ 23 ] | [ 24 ] | [ 25 ] | [ 18 ] | [ 26 ] | [ 18 ] | [ 27 ] | [ 18 ] | [ 28 ] | [ 18 ] | [ 18 ] | [ 18 ] | [ 29 ] | [ 18 ] | [ 12 ] | [ 30 ] |

Ort Kloster Sulz
| Jahr      | 001818 | 001840 | 001861 | 001871 | 001885 | 001900 | 001925 | 001950 | 001961 | 001970 | 001987 |
| Einwohner | 147    | 161    | 174    | 178    | 182    | 201    | 195    | 292    | 222    | 212    | 199    |
| Häuser    | 24     | 31     |        |        | 36     | 40     | 39     | 46     | 46     |        | 65     |
| Quelle    | [ 9 ]  | [ 17 ] | [ 19 ] | [ 21 ] | [ 24 ] | [ 26 ] | [ 28 ] | [ 29 ] | [ 12 ] | [ 30 ] | [ 1 ]  |

## Religion
Der Ort ist Sitz der Pfarrei St. Maria und seit der Reformation evangelisch-lutherisch geprägt. Die Einwohner römisch-katholischer Konfession sind nach Kreuzerhöhung (Schillingsfürst) gepfarrt.

## Söhne und Töchter der Gemeinde
- Johann Sigmund Lindner (1770–1827), Jurist, Bürgermeister und Ehrenbürger von Erlangen
- Christian Caselmann (1889–1979), Erziehungswissenschaftler und Medienpädagoge der Ruprecht-Karls-Universität Heidelberg